# Cantó de Saint-Étienne-de-Saint-Geoirs
El cantó de Saint-Étienne-de-Saint-Geoirs  és un cantó francès del departament de la Isèra, situat al districte de Grenoble. Té 12 municipis i el cap és Saint-Étienne-de-Saint-Geoirs.
El formen els municipis de Bressieux, Brézins, Brion, la Forteresse, La Frette, Plan, Saint-Étienne-de-Saint-Geoirs, Saint-Geoirs, Saint-Michel-de-Saint-Geoirs, Saint-Pierre-de-Bressieux, Saint-Siméon-de-Bressieux i Sillans.

## Història
| Data d'elecció                           | Identitat    | Partit                           | Qualitat |
| ---------------------------------------- | ------------ | -------------------------------- | -------- |
| 1951-1982                                | Jean Bernard | MRP, després CD, després UDF-CDS |          |
| 1982-                                    | René Vette   | RPR, després Divers droite       |          |
| les dades anteriors no són pas conegudes |              |                                  |          |
|                                          |              |                                  |          |

| 1962  | 1968  | 1975  | 1982  | 1990  | 1999   | 2007   |
| ----- | ----- | ----- | ----- | ----- | ------ | ------ |
| 6.793 | 7.108 | 8.251 | 9.190 | 8.971 | 10.219 | 11.869 |